# Шарл Фурие
Франсоа Мари Шарл Фурие (на френски: Francois Mari Charles Fourier) (1772-1837) е френски философ и утопичен социалист.

## Биография
Роден е през 1772 година в Безансон, Франция. Единствено дете на богат търговец.
Фурие е по-заинтересован от архитектурата, отколкото от бизнеса на баща си. В действителност, той е искал да стане инженер, но тъй като местното Военно инженерно училище приема само синовете на благородниците, то това автоматично е означавало, че не може да бъде приет в него. По-късно Фурие е благодарен, че не се е отдал на инженерството, за което е твърдял, че е щяло да консумира прекалено много от времето му и би го отдалечило от истинското му желание да помага на човечеството.
През юли 1781 г., след смъртта на баща си, Фурие получава две пети от недвижимите му имоти, оценени на повече от 200 хил. франка. Това внезапно богатство дава на Фурие свободата да пътува из Европа, когато му е удобно. През 1791 г. той се премества от Безансон в Лион, където е нает от търговеца M. Бусне. Пътуванията на Фурие го отвеждат и до Париж, където работи като ръководител на Службата по статистика в продължение на няколко месеца.
Пътуванията от името на трети лица за тяхна изгода не са задоволявали Фурие. Желаейки да търси знания за всичко, за което би могъл, Фурие често променя фирмите, както и местожителството си с цел да проучи и опита нови неща. От 1791 до 1816 г. Фурие е нает в Париж, Руан, Лион, Марсилия и Бордо. Като търговски пътник и чиновник за кореспонденция, неговите изследвания и мисли са били ограничени във времето: той се оплаква от „обслужване на мошеничеството на търговците“ и затъпяване от „лъжливи и деградиращи задължения“. Скромното наследство го превръща в писател. Той има три основни източници за мислите си: хората, с които се е срещал като търговски пътник, вестниците и самоанализът. Първата му книга е публикувана през 1808 г.
През април 1834 г. Фурие се мести в апартамент в Париж, където и умира през октомври 1837 г.
На 11 октомври 1837 г. в три часа следобед погребалното шествие на Фурие започва от дома му до църквата на Петит-Перес. На церемонията присъстват над четири хиляди души от всички професии и произход.

## Основни трудове в областта на държавата и правото
- „Истинските първоначала на общественото развитие“ (1820)
- „Новият промишлен и обществен свят“ (1829)